# Jefferson megye (Ohio)
Jefferson megye az Amerikai Egyesült Államokban, azon belül Ohio államban található. Megyeszékhelye és legnagyobb városa Steubenville. Lakosainak száma 65 249 fő (2020. április 1.). Jefferson megye Columbiana, Carroll, Hancock, Brooke, Ohio, Belmont és Harrison megyékkel határos.

## Népesség
A megye népességének változása:
| Lakosok száma | 69 607 | 68 875 | 68 360 | 67 964 | 67 347 | 65 249 |
|               | 2010   | 2011   | 2012   | 2013   | 2015   | 2020   |